# ذوشرا
| اساطیر خاورنزدیک مجموعه مقالات | اساطیر خاورنزدیک مجموعه مقالات                                                              |
| --- | ------------------------------------------------------------------------------------------- |
| |                                                                                             |
| اساطیر میان‌رودان |                                                                                             |
| اساطیر عربی |                                                                                             |
| اساطیر لاوی |                                                                                             |
| خدایان عرب پیش از اسلام |                                                                                             |
| - اساف - ایشتار - اقیصر - لات - آستارته - اترثه (سوری) - بعل شمن - بعل - بس (مصری-عربی) - ذوالخلطه - ذوالشرا - الله (سامی) - ایشتار - غبغب | - منات - مناف - نبو - نسر (بت) - هبل - شمش - عمیانس - عزی - ود - یعوق - یغوث - یالیل - جن‌ها |
| این جعبه: نمایش بحث ویرایش |                                                                                             |

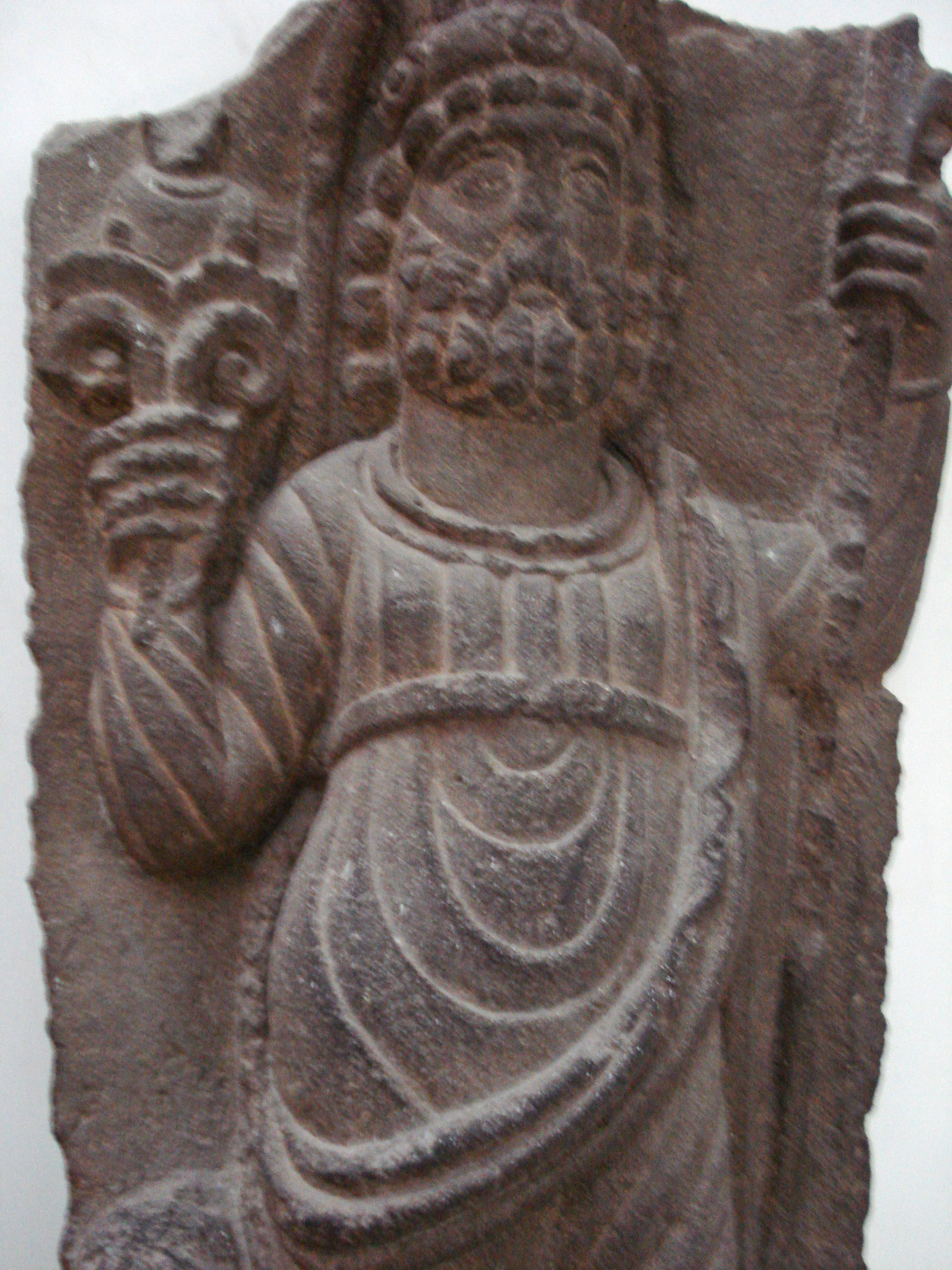
ذوشرا

ذوشرا (به عربی: ذو الشری) (به انگلیسی: Dushara) یک خدای باستانی در میان رودان بوده است.
او به عنوان خدای کوهستان شناخته می‌شود و مردم نبطی، پترا و شهرها یا مداین صالح، این خدا را می‌پرستیدند.
در یونان، این خدا با زئوس همسان دانسته شده است. هشام کلبی، تاریخ‌نگار عرب، در نوشته‌های خود به این خدا اشاره کرده است. ذوالشرا یکی از بت‌های عرب قبل از اسلام بوده که پسران حارث بن یشکر از قبیله ازد آن را می‌پرستیدند.